# Dorama del 2005
Questa è una lista di dorama del 2005 per indice di ascolto prodotti dalle reti televisive nazionali giapponesi.

## Presentazione
L'anno televisivo giapponese delle fiction stagionali 2005 trasmesse nei maggiori canali nazionali viene aperto da TV Asahi con Shibuya Fifteen il 10 gennaio, serie in dodici puntate da cui è stato tratto successivamente anche un manga a volume unico illustrato da Go Yabuki e pubblicato da Kadokawa Shoten; seguito dalla versione live action di H2, un manga e anime di genere sportivo il 13 gennaio prodotto da TBS in undici puntate; e infine con Gokusen 2 il 15 gennaio su NTV, seconda stagione dell'omonima commedia scolastica.
TBS con Yume de Aimashō il 14 aprile inaugura la stagione primaverile e la sera seguente raddoppia con Tiger & Dragon. NTV risponde la stessa sera con Attack No. 1, versione live action del manga e anime dedicato a Mimì e la nazionale di pallavolo, e replica il 16 con Ruri no Shima mentre TV Asahi parte invece il 15 aprile con Ame to yume no ato ni. Fuji TV risponde con la serie sportiva Engine dal 18 aprile; infine a partire da giorno 20 inizia ad andare in onda sempre su Fuji TV Anego.
La stagione estiva inizia su NTV il 25 giugno con Joō no Kyōshitsu. Su TBS va in onda a partire dal 3 luglio in prima serata Ima, ai ni Yikimasu, serie in dieci puntate tratta da un romanzo di successo e seguito di un film uscito l'anno precedente. L'8 luglio parte Dragon Zakura, una fiction di genere scolastico. Su Fuji TV il 5 luglio è trasmesso Ganbatte Ikimasshoi e due giorni dopo Densha otoko, tratto dal romanzo Train Man. Infine l'11 luglio seguente TV Asahi apre la programmazione serale con Haruka Seventeen.
L'autunno delle serie televisive stagionali ha inizio su TV Tokyo il 3 ottobre con Pink no idenshi, dorama sperimentale in tredici puntate di venticinque minuti l'una di genere scolastico. Fuji TV a partire dall'11 ottobre trasmette Ichi rittoru no namida in prima serata, serie drammatica tratta dal romanzo autobiografico 1 Litre no Namida, e il 13 ottobre seguente in seconda serata ha inizio il dorama di genere storico Ōoku - Hana no Ran. NTV il 12 ottobre dà il via alla trasmissione di Ai no Uta, fiction di genere familiare in dieci puntate, mentre il 15 ottobre è la volta di Nobuta wo Produce, serie di genere scolastico basata su un romanzo divenuto presto uno dei più venduti. Il 13 TBS risponde con Brother Beat, mentre in tarda serata il giorno successivo TV Asahi manda in onda il dorama sperimentale Chakushin Ari, basato sul film horror The Call - Non rispondere del 2003 diretto da Takashi Miike. Conclude la stagione TBS il 21 ottobre con la prima stagione in nove puntate di Hana Yori Dango, versione live action della fortunata serie manga omonima e successivo anime conosciuto in Italia con il titolo di Mille emozioni tra le pagine del destino per Marie Yvonne.

## Lista didoramastagionali del 2005
| Titolo                 | Stagione, orario                      | Genere                                    | Canale TV, ascolti | Protagonisti                                                                           | Temi musicali                             | Episodi | Opere correlate                                                                                             |
| ---------------------- | ------------------------------------- | ----------------------------------------- | ------------------ | -------------------------------------------------------------------------------------- | ----------------------------------------- | ------- | --- |
| H2                     | Inverno 13/1-30/3 Giovedì alle 22     | Sportivo Romantico                        | TBS 11,6%          | Takayuki Yamada                                                                        | K                                         | 11      | |
| Gokusen 2              | Inverno 15/1-19/3 Sabato alle 21      | Commedia Scolastico                       | NTV 24,9%          | Yukie Nakama Kazuya Kamenashi Jin Akanishi Teppei Koike                                | D-51 Kazuya Kamenashi                     | 10+1    | Gokusen Gokusen 3 Gokusen - Il film                                                                         |
| Engine                 | Primavera 18/4-27/6 Lunedì alle 21    | Sportivo Commedia Romantico               | Fuji TV 22,4%      | Takuya Kimura Koyuki Katō Juri Ueno                                                    | Jimmy Cliff                               | 11      | |
| Anego                  | Primavera 20/4-22/6 Mercoledì alle 22 | Sentimentale Lavorativo                   | NTV 14,1%          | Ryōko Shinohara Jin Akanishi                                                           | Queen Nana Kitade                         | 10+1    | |
| Attack No. 1           | Primavera 21/4-23/6 Mercoledì alle 22 | Sportivo Romantico                        | TV Asahi 13,1%     | Aya Ueto                                                                               | Aya Ueto                                  | 11      | Mimì e la nazionale di pallavolo                                                                            |
| Joō no Kyōshitsu       | Estate 25/6-17/9 Sabato alle 21       | Scolastico Familiare                      | NTV 15,7%          | Yūki Amami Mirai Shida                                                                 | EXILE                                     | 11+2    | |
| Ganbatte Ikimasshoi    | Estate 5/7-13/9 Martedì alle 22       |                                           | Fuji TV 12,4%      | Anne Suzuki Ryō Nishikido                                                              | Aiko                                      | 10      | |
| Densha otoko           | Estate 7/7-22/9 Giovedì alle 22       | Sentimentale                              | Fuji TV 21%        | Misaki Itō Mokomichi Hayami Maki Horikita Shun Oguri                                   | Sambomaster                               | 11+2    | Train Man                                                                                                   |
| Dragon Zakura          | Estate 8/7-16/9 Venerdì alle 22       | Scolastico Commedia                       | TBS 16,4%          | Hiroshi Abe Kyōko Hasegawa Tomohisa Yamashita Masami Nagasawa Yui Aragaki Teppei Koike | Melody Miyuki Ishikawa Tomohisa Yamashita | 11      | |
| Ichi rittoru no namida | Autunno 11/10-20/12 Martedì alle 21   | Drammatico Scolastico Familiare           | Fuji TV 15,3%      | Erika Sawajiri Ryō Nishikido Takanori Jinnai Naohito Fujiki                            | K Remioromen                              | 11+1    | 1 Litre no Namida Ichi rittoru no namida                                                                    |
| Ai no Uta              | Autunno 12/10-14/12 Mercoledì alle 22 |                                           | NTV 9,7%           | Miho Kanno Hiroki Narimiya                                                             | Koji Tamaki                               | 10      | |
| Brother Beat           | Autunno 13/10-22/12 Giovedì alle 21   |                                           | TBS 13,5%          |                                                                                        | Def Tech                                  | 11      | |
| Nobuta wo Produce      | Autunno 15/10-17/12 Sabato alle 21    | Scolastico Familiare Commedia Drammatico  | NTV 16,9%          | Kazuya Kamenashi Tomohisa Yamashita Maki Horikita                                      | Shūji to Akira                            | 10(+1)  | |
| Kiken na aneki         | Autunno 17/10-19/12 Lunedì alle 21    |                                           | Fuji TV 18,8%      | Misaki Itō Mirai Moriyama                                                              | Ken Hirai                                 | 10      | |
| Hana Yori Dango        | Autunno 21/10-16/12 Venerdì alle 22   | Scolastico Romantico Drammatico Familiare | TBS 19,6%          | Mao Inoue Jun Matsumoto Shun Oguri Shōta Matsuda                                       | Arashi Ai Ōtsuka                          | 9       | Hanayori Dango Hana Yori dango Hana Yori Dango Returns Hana Yori Dango - Final Meteor Garden Kkotboda namja |
| Pink no idenshi        | Autunno                               |                                           | TV Tokyo           |                                                                                        |                                           | 13      | |